# Eugen Bejinariu
Eugen Bejinariu (Suceava, 28 gennaio 1959) è un politico rumeno, membro del Partito Socialdemocratico. Ha ricoperto la carica di Primo ministro ad interim della Romania dal il 21 al 28 dicembre 2004 quando il precedente primo ministro Adrian Năstase, dopo essere stato sconfitto alle presidenziali da Traian Băsescu, si dimise e divenne presidente della Camera dei deputati.
Il 28 dicembre 2004 Bejinariu è stato sostituito da Călin Popescu Tăriceanu.